# Tulln an der Donau
Tulln an der Donau – miasto powiatowe w Austrii, w kraju związkowym Dolna Austria, siedziba powiatu Tulln, leży nad Dunajem. Liczy 15 582 mieszkańców (1 stycznia 2014).  

## Współpraca
Miejscowość partnerska:
- Bielsk Podlaski, Polska